# Giuseppe Schirò (Byzantinist)
Giuseppe Schirò (* 16. Juni 1905 in Contessa Entellina, Sizilien; † 31. Dezember 1984 in Rom) war ein italienischer Byzantinist und Albanologe.

## Leben
Er gehörte zur ethnischen Gruppe der Arbëresh (Albaner) auf Sizilien. Sein Onkel war der Bischof Giuseppe Schirò (1846–1927). In Abgrenzung zu dem Schriftsteller Giuseppe Schirò (1865–1927), mit dem er nicht verwandt war, nannte er sich auch Giuseppe Schiro Junior.
1931 wurde er bei Silvio Giuseppe Mercati an der Universität Rom in Byzantinistik mit einer Arbeit zu Barlaam von Kalabrien promoviert. An der Universität Rom arbeitete er auch als Lektor für Albanisch. Von 1939 bis 1944 war er Sekretär des Centro di Studi per l’Albania der Reale Accademia d’Italia. Von 1951 bis 1960 lehrte er als Professor für byzantinische Philologie sowie albanische Sprache und Literatur an der Universität Padua, von 1960 bis zu seinem Ruhestand 1975 als Professor für byzantinische Philologie und Geschichte an der Universität Rom. 
1975 wurde er korrespondierendes Mitglied der Akademie von Athen. Ferner war er Mitglied der Accademia dell’Arcadia und des literarischen Vereins Parnassos in Athen.

## Veröffentlichungen (Auswahl)
Siehe Angela Armati: Bibliografia di Giuseppe Schirò. In: Δίπτυχα. 4, 1986–1987 [1988], S. ιθ´–λδ´ [18'–28'] = In: Giuseppe Schirò. Un uomo legato alle sue origini: il popolo arbëreshë, la cultura bizantina e la fede cristiana. A cura dell’Associazione Culturale “Nicolò Chetta”. Contessa Entellina (Palermo) 1986, S. 27–42.
- (Ed.): Barlaam Calabro, Epistole greche. I primordi episodici e dottrinari delle lotte esicaste. Studio introduttivo e testi a cura di Giuseppe Schirò. Istituto siciliano di studi bizantini e neogreci, Palermo 1954.
- Storia della letteratura albanese. Mailand 1959.
- (Ed.): Vita di S. Luca: vescovo di Isola Capo Rizzuto. Testo e traduzione a cura di Giuseppe Schiro. Istituto Siciliano di Studi Bizantini e Neoellenici, Palermo 1954.
- (Ed.): Analecta hymnica Graeca e codicibus eruta Italiae Inferioris. 13 Bände, Istituto di Studi Bizantini e Neoellenici, Università di Roma, Rom 1966–1983 (Digitalisat).
- (Ed.): Cronaca dei Tocco di Cefalonia = Chronica Toccorum Cephalleniensium. Prolegomeni, testo critico e traduzione a cura di Giuseppe Schirò. Accademia Nazionale dei Lincei, Rom 1975 (Digitalisat).